# Сатавагана
Держава Сатаваганів або Шатаваганів (सालवाहण; приблизно 230 до н. е. — 220 роки) — держава в Індії зі столицями в Амараваті та Пайтхан, назва якої походить від імені дравідійського народу, який мешкав у ті часи на території сучасних штатів Махараштра та Андгра-Прадеш.

## Історія
Формувалася як земельне володіння роду на території сучасного штату Андгра-Прадеш. На той час Сатавахани були данниками імперії Маур'я. Вони змогли здобути самостійність через деякий час після смерті Ашоки — приблизно у 232—230 році до н. е. на чолі із Сімукою. За часів його спадкоємця Сатакарні територія держави значно розширилася: простягалася від Патни (на сході) до Малави (на заході) й півдня сучасної Махараштри. В цей час (130—120 роки до н. е.) ведуться успішні війни проти держави Калінґа, династії Сунґа. Столицями стають Амараваті та Пайтхан (Пратішнапутра).
Надалі зусилля володарів Сатаваганів були спрямовані на збереження контрольованої території. У 70-х роках до н. е. їм кинула виклик династія Канва, яка змінила династію сунґа в Маґадгі. Утім Сатавагани вщент розбили війська Канви й у 35 році до н. е. змусили її представників визнати себе данниками.
Напочатку I ст. н. е. держава Сатаваханів стикнулася з нашестям саків (шаків), які заснували держави західних Кшатрапів, а також з походами яванів. Боротьба точилася зі змінним успіхом: спочатку Сатавагани вимушені були відступити, згодом завдяки рішучим діям магараджі Гаутаміпутри вдалося відвоювати землі Малави та сучасний Гуджарат. Після цього на тривалий час Сатавагани стали найвпливовішою силою центральної Індії. Після цього їхні інтереси звернулися на південь, де вони змогли підкорити землі сучасного штату Карнатака, узявши титул Дакшинапатха-паті (Володар південного шляху).
Утім із 150 до 200 року магараджам Сатавагани Шрі Васіштхіпутрі, Шиві Сканді Сатакарні та Шри Яджні довелося вести важкі війни із Західними Кшатрапами, які зрештою завершилися поразкою останніх. Втім до 220 року держава розкололася на декілька князівств унаслідок зростання впливу й силу місцевих володарів, зокрема Чуту. Тоді ж абгіри зайняли Махараштру. Останні Сатавагани правили у східному Декані й в області Канара. Врешті-решт вони поступилися тут Ікшваку та Паллавам.

## Економіка
Значну частину економічної могутті Сатаваганів становили торгівці, які об'єднувалися у потужні гільдії. Саме купці цього держава зрештою захопили більшу частину внутрішньої торгівлі Індостану, встановили вигідні торговельні угоди з купцями Римської імперії. Торгівля з Римом велася через порти Бгарукаччга (сучасний Бгаруч), Сопара. Кальян (поблизу сучасного Мумбая). Саме торгівля з римськими купцями складала левову частину доходу магараджів. Однією із причин послаблення цієї держави стала політична та економічна криза Римської імперії у III ст. — після смерті Септимія Севера.
У часи розквіту торгові гільдії Сатаваганів контролювали більшу частину портів південного Індостану на Аравійському морі, а також порти вздовж індійської частини бенгальської затоки. Розгром династії Канва сприяв встановленню вигідної торгівлі з Маґадгою. В цей ж час торговці проникають до басейну Гангу, починають торгувати з Кушанською імперією. Згодом охоплює південно-східну Азію. У центральній, частково північній та південній Індії з'являються перевальні пункти Сатаваганів.

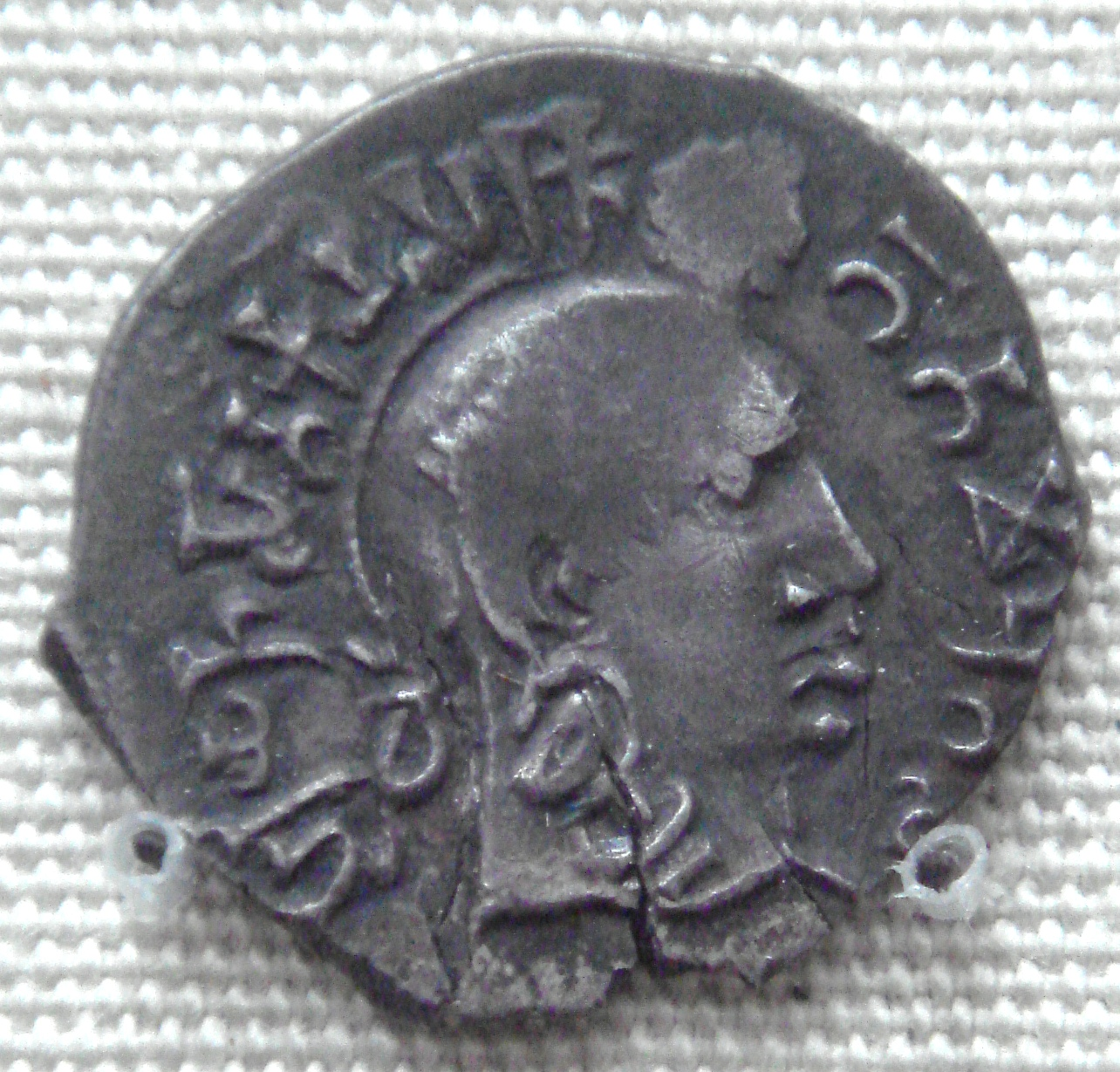
Монета Гаутаміпутри Сакатарні

 Володарі сприяли спорудженню храмів, які мали не лише релігійну функцію. навколо них формувалися базари. багато робилася для зміцнення фінансової системи. Сатавагани першими стали карбувати на своїх монетах обличчя магарадж (для збільшення авторитету влади та підкреслення міцності вартості монет).

## Культура
Тексти державних документів та літературних творів складалися на пракриті. Низка правителів сатаваханів були відомі як поети або покровителі мистецтва.
Усі Сатавагани сприяли розвитку буддизму у своїй держави (призначалися спеціальні чиновники-магаматрі, які слідкували за буддистськими ченцями), водночас дозволяли будувати численні храми Шиві та Вішну. Особливо вражаючими є буддистські ступи у столиці Амараваті. Цікавими є буддистські споруди, що були зведені за наказом Сатаваганів у Санчі.
Цікавим є меморіальний комплекс у Нанагхаті, побудований на честь перемог Сатакарні II і здійснення ним обрядів ашвамедгі і раджасуя. Тут розташовано 7 фігур (ймовірно, портрети правителів і членів їхніх родин). Цей комплекс є одним із найдавніших свідчень місцевої традиції портретної скульптури, пов'язаної зі школою Матхура та зазнало вплив греко-римського мистецтва.

## Володарі
- Сімук (230 до н. е.—207 до н. е.)
- Крішна I (207 до н. е.—189 до н. е.)
- Сатакарні I Шрімалакарні (189 до н. е.—179 до н. е.)
- Пурнотанга (179 до н. е.—161 до н. е.)
- Скандастабгі (161 до н. е.—143 до н. е.)
- Сатакарні II (143 до н. е.—78 до н. е.)
- Ламбодата (78 до н. е.—60 до н. е.)
- Апілака (60 до н. е.—48 до н. е.)
- Мегасваті (48 до н. е.—30 до н. е.)
- Сваті (30 до н. е.—12 до н. е.)
- Скандасваті (12 до н. е.—5 до н. е.)
- Мрігендра Сватікарні (5 до н. е.—2 до н. е.)
- Кунтала Сватікарні (2 до н. е.—6)
- Сватікарні (6—7)
- Пулумаві I (7—31)
- Гауракрішна (31—56)
- Ґала (56—57)
- Манділака (57—62)
- Пуріндрасена (62—83)
- Сундара Сватікарні (83—84)
- Чокара Сватікарні (84)
- Шивасваті (84—112)
- Гаутаміпутра Сатакарні (112–136)
- Шрі Пулумаві (136–164)
- Шрі Васіштхіпутра (164–171)
- Шива Сканда Сатакарні (171–178)
- Шри Яджня (178–207)
- Віджая (207–213)
- Чандра Шрі Сатакарні (213–216)
- Пулумаві II (216–224)